# En dramatikers dagbok
En dramatikers dagbok är en självbiografisk dagbok av den svenska dramatikern och regissören Lars Norén, författad mellan år 2000 och 2005 samt publicerad som bok 2008 av Albert Bonniers förlag. Genom de 1 680 opaginerade sidorna följer läsaren Noréns vardag där det allra mesta skrivs ner: såväl möten som måltider, affärsbesök, sjukdomar, minnen, skvaller och känslosvängningar samt samlag och Noréns kärleksskänslor - en ansats som har liknats vid bland andra Jorge Luis Borges Funès, James Joyces Finnegans Wake och Arno Schmidts Zettels Traum. 2013 utkom en andra del med dagboksanteckningar mellan 2005 och 2012. År 2016 publicerades en tredje dagbok, En dramatikers dagbok 20132015.
| ”                             | Ska jag publicera det här? Hur många vänner kommer jag att ha kvar då? | „ |
| – 27 februari 2002 i dagboken |                                                                        |   |

Sett till existensen av tematik och konflikter är romanen nära att angränsa till romangenren, där konflikter löses, personer utvecklas, intrigen stegrar och romanen når höjder och dalar. 
Återkommande konflikter i boken är Noréns kärlek och hans skilsmässa från sin fru, hans hemlöshet och uppsättningen av Sju tre. Den uppseendeväckande längden har både hyllats och kritiserats: Carl-Johan Malmberg kallade den "skrämmande, [tröttsam] och [monstruös]", även om det "först och främst [är] storartat och rikt, inte minst för att monstruositeten är så iskallt genomförd." Uppseendeväckande har även en del av innehållet varit på grund av omnämnanden och påhopp på samt intima avslöjanden om kollegor, journalister, politiker, författare och vänner.
När Expressen Kultur listade de bästa svenska böckerna utgivna under åren 2000–2025 kom En dramatikers dagbok på första plats. Listan utsågs genom att 101 svenska kritiker, författare och litteraturvetare valde sina fem favoritverk varpå kulturredaktionen räknade samman den slutgiltiga listan.

## Mottagande
Leif Zern var i Dagens Nyheter kritisk till den första dagboken när den kom ut 2008: 
| ”            | Förr anklagades litteraturforskarna för att rota i författarnas tvättnotor. I dag är det författarna själva som auktionerar ut sitt lortiga linne till högstbjudande. | „ |
| – Leif Zern. | |   |

Eva Ström på Sydsvenska dagbladet menade att "Noréns dagbok må vara svart, men den lyser."